# Fundacja Rodziny Józefa Piłsudskiego

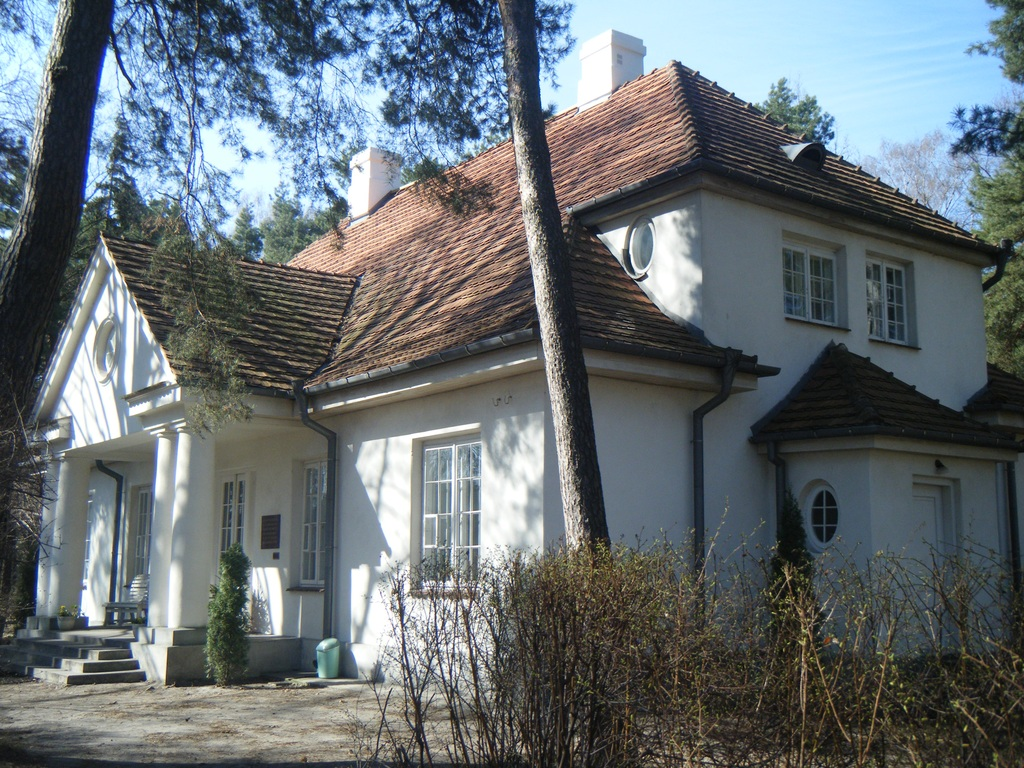
Willa Milusin w Sulejówku

Fundacja Rodziny Józefa Piłsudskiego – fundacja założona w 1994 przez Wandę i Jadwigę Piłsudskie, której celem jest ochrona i prezentowanie pamiątek oraz prowadzenie utworzonego w 2008 roku Muzeum Józefa Piłsudskiego w Sulejówku.
Po wybuchu II wojny światowej Aleksandra Piłsudska została ewakuowana z córkami do Wielkiej Brytanii, gdzie po wojnie rodzina pozostała na politycznej emigracji, a ich majątek w Polsce został przejęty przez władze komunistyczne. Po przemianach ustrojowych 1989 roku rodzina Piłsudskich (Jadwiga wyszła za Andrzeja Jaraczewskiego, ma z nim dwoje dzieci: Krzysztofa i Joannę, Wanda pozostała niezamężna) powróciła do Polski jesienią 1990 roku. Siostry Piłsudskie założyły Fundację Oświatową Rodziny Marszałka Józefa Piłsudskiego – Milusin, cedując na nią wszelkie prawa majątkowe do nieruchomości i innego majątku odebranego im po wojnie i rozpoczęły starania o jego odzyskanie. 10 listopada 2000 miasto Sulejówek, właściciel willi „Milusin”, w której w latach 20. mieszkali Piłsudscy, przekazało dworek Fundacji. Od tego momentu Fundacja prowadziła działania w celu utworzenia Muzeum Józefa Piłsudskiego w Sulejówku. W 2001 roku zmarła Wanda Piłsudska, a cały swój majątek zapisała na utworzenie muzeum pamięci jej ojca. W 2003 Fundacja zmieniła nazwę na Fundacja Rodziny Józefa Piłsudskiego. Po generalnym remoncie dworku w latach 2001–2003 został on udostępniony zwiedzającym pod nazwą Dom Pamięci Józefa Piłsudskiego. Od tego momentu willę „Milusin”, podarowaną Piłsudskiemu przez żołnierzy odwiedza ok. 10 tysięcy zwiedzających rocznie. Kolejną nieruchomość, willę „Otrando” (tzw. „Drewniak”), zakupioną przez Aleksandrę Piłsudską razem z działką, na której później stanął „Milusin”, Fundacja odzyskała w 2006 roku. Kolejny budynek, willa „Bzów” (tzw. „Adiutantówka”), gdzie znajdowały się kwatery wojskowe, m.in. adiutanta Marszałka (stąd potoczna nazwa), został przekazany Fundacji w dzierżawę na 30 lat z możliwością wykupu, pod warunkiem uruchomienia Muzeum w ciągu siedmiu lat. Fundacja odrestaurowała willę „Milusin”, wykorzystując wyposażenie oryginalne lub z epoki. Rodzina jest właścicielem pamiątek po Marszałku, których część jest zdeponowanych w Muzeum Wojska Polskiego, na Zamku Królewskim, jak również otrzymuje je w darze. Planowane są także remonty willi „Otrando”, który jest jeszcze budynkiem mieszkalnym, miasto jest w trakcie wyprowadzania z niej lokatorów oraz willi „Bzów”, gdzie znajduje się przychodnia zdrowia, którą miasto również przeniesie w najbliższym czasie. Powstał kompleks muzealny mieszczący sale wystawowe z multimedialną narracją, ośrodek edukacyjny, bibliotekę, kawiarnię, księgarnię. Koncepcja architektoniczna jest opracowywana m.in. przez rodzinę Piłsudskich, bowiem Jadwiga oraz jej dzieci Krzysztof i Joanna są architektami. 11 października 2007 Komisja Europejska (w osobie komisarz Danuty Hübner) zatwierdziła regionalny program operacyjny na lata 2007–2013, w którym na liście podstawowej programu „infrastruktura i środowisko”, w podgrupie „kultura” znalazł się projekt budowy Muzeum Józefa Piłsudskiego w Sulejówku o wartości 23,5 mln euro, w tym 20 mln dotacji z Unii Europejskiej. 10 listopada 2008 minister kultury i dziedzictwa narodowego Bogdan Zdrojewski oraz m.in. Jadwiga Piłsudska-Jaraczewska podpisali akt powołania Muzeum Józefa Piłsudskiego w Sulejówku. Ministerstwo zobowiązało się do sfinansowania budowy muzeum. Muzeum będzie prowadzone przez Fundację wspólnie z Ministerstwem. 1 marca 2007 roku minister Zdrojewski dyrektorem Muzeum mianował ówczesnego prezesa Fundacji Krzysztofa Jaraczewskiego.

## Władze Fundacji

### Zarząd
- 2003–2008: Joanna Onyszkiewicz (wnuczka Marszałka) – Skarbnik, Anna Baranowska – Sekretarz, Waldemar Strzałkowski – Dyrektor
- 2008–2009: Krzysztof Jaraczewski (wnuk Marszałka) – Prezes Zarządu, Jacek Rusiecki – Członek Zarządu, Jerzy Świdrak – Członek Zarządu
- 2009–2021: Jacek Rusiecki – Prezes Zarządu
- 2021–2023: Wioletta Buczek – Prezes Zarządu
- od 2023: Tomasz Kiersnowski – Prezes Zarządu.

### Rada Fundacji
- 2003–2004: Jadwiga Jaraczewska (córka Marszałka), Krzysztof Jaraczewski, Zbigniew Wójcik
- 2004–2008: Jadwiga Jaraczewska, Krzysztof Jaraczewski, Zbigniew Wójcik, Jadwiga Maria Jaraczewska (żona Krzysztofa), Janusz Onyszkiewicz (mąż Joanny)
- 2008–2009: Jadwiga Jaraczewska,  Zbigniew Wójcik, Jadwiga Maria Jaraczewska, Janusz Onyszkiewicz, Joanna Onyszkiewicz, Anna Baranowska, Waldemar Strzałkowski
- 2009–2021: Jadwiga Jaraczewska (choć zmarła w 2014), Zbigniew Wójcik (choć zmarł w 2014), Jadwiga Maria Jaraczewska, Janusz Onyszkiewicz, Joanna Onyszkiewicz, Anna Baranowska, Waldemar Strzałkowski
- od 2021: Jadwiga Maria Jaraczewska, Janusz Onyszkiewicz, Joanna Onyszkiewicz, Marek Głuchowski, Jerzy Koźmiński, Krzysztof Jaraczewski, Dominik Jaraczewski (syn Krzysztofa i Jadwigi Marii), Michał Kleiber, Rafał Habielskii[3].